# Administration publique centrale du Canada
Cet article-ci concerne l'administration publique centrale du Canada. Ne pas confondre avec l'administration fédérale, qui comprend l'administration publique centrale et d'autres organisations du gouvernement du Canada.
L'administration publique centrale du Canada (APC) regroupe l'ensemble des ministères fédéraux et quelques organismes gouvernementaux placés sous leur tutelle. Au nom du Conseil privé du roi, le Conseil du Trésor en assure les grandes orientations, l'organisation, le contrôle, la gestion des finances et des ressources humaines, ainsi que la vérification interne.
L'administration publique centrale (APC) et les organismes distincts (OD) forment les deux segments d'effectif de la fonction publique fédérale (FPF). Les unités institutionnelles et opérationnelles composant l'administration publique centrale (APC) sont énumérés aux annexes I et IV de la Loi sur la gestion des finances publiques (LGFP), alors que les organismes distincts (OD) sont énumérés à l'annexe V de cette même loi.
En plus de sa fonction publique (FPF), l'administration publique fédérale du Canada se compose des agents du Parlement, des établissements publics (LGFP, annexe III) et des sociétés d'État (LGFP, annexe II).

## Ministères fédéraux
- Conseil du Trésor
- Ministère de la Citoyenneté et de l’Immigration
- Ministère de la Défense nationale
- Ministère de la Diversification de l’économie de l’Ouest canadien
- Ministère de l’Agriculture et de l’Agroalimentaire
- Ministère de la Justice
- Ministère de la Santé
- Ministère de la Sécurité publique et de la Protection civile
- Ministère de l’Emploi et du Développement social
- Ministère de l’Environnement
- Ministère de l’Industrie
- Ministère des Affaires étrangères, du Commerce et du Développement
- Ministère des Affaires indiennes et du Nord canadien
- Ministère des Anciens Combattants
- Ministère des Finances
- Ministère des Pêches et des Océans
- Ministère des Ressources naturelles
- Ministère des Transports
- Ministère des Travaux publics et des Services gouvernementaux
- Ministère du Patrimoine canadien

## Autres secteurs de l'administration publique fédérale

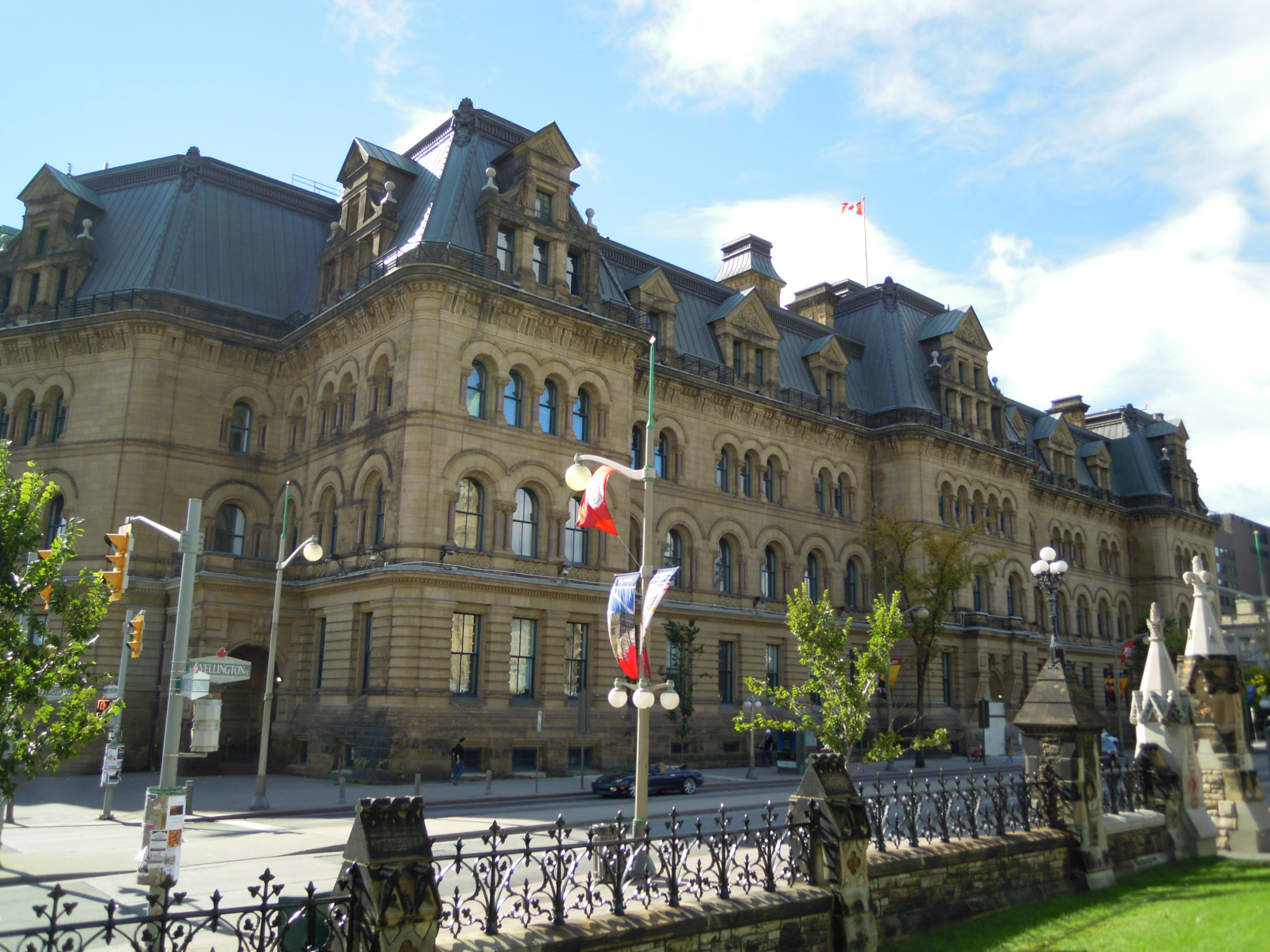
Édifice Langevin, Ottawa, siège du Bureau du Conseil privé.

- Administration du rétablissement agricole des Prairies
- Agence canadienne de développement économique du Nord
- Agence canadienne d’évaluation environnementale
- Agence canadienne d'inspection des aliments
- Agence canadienne pour l’incitation à la réduction des émissions
- Agence de développement économique du Canada pour les régions du Québec
- Agence de la santé publique du Canada
- Agence de promotion économique du Canada atlantique
- Agence des services frontaliers du Canada
- Agence fédérale de développement économique pour le Sud de l’Ontario
- Agence spatiale canadienne
- Banque de l'infrastructure du Canada
- Bibliothèque et Archives du Canada
- Bureau canadien d’enquête sur les accidents de transport et de la sécurité des transports
- Bureau de la coordonnatrice de la situation de la femme
- Bureau de l’infrastructure du Canada
- Bureau du commissaire à la magistrature fédérale
- Bureau du Conseil privé
- Bureau du directeur des poursuites pénales
- Bureau du directeur général des élections
- Bureau du surintendant des faillites
- Comité externe d’examen de la Gendarmerie royale du Canada
- Comité externe d’examen des griefs militaires
- Commissariat à l’intégrité du secteur public
- Commissariat au lobbying
- Commissariat aux langues officielles
- Commissariats à l’information et à la protection de la vie privée du Canada
- Commission canadienne des droits de la personne
- Commission canadienne des grains
- Commission canadienne du lait
- Commission civile d’examen et de traitement des plaintes relatives à la Gendarmerie royale du Canada
- Commission de la fonction publique
- Commission de l’immigration et du statut de réfugié
- Commission des libérations conditionnelles du Canada
- Commission de vérité et de réconciliation relative aux pensionnats indiens
- Commission d’examen des plaintes concernant la police militaire
- Commission du droit d’auteur
- Commission du droit du Canada
- Commission mixte internationale (section canadienne)
- Communication Canada
- Conseil de la radiodiffusion et des télécommunications canadiennes
- Conseil d’examen du prix des médicaments brevetés
- Conseil national des produits agricoles
- Directeur de l’établissement de soldats
- Directeur des terres destinées aux anciens combattants
- École de la fonction publique du Canada
- Financement agricole Canada
- Gendarmerie royale du Canada
- Office de répartition des approvisionnements d’énergie
- Office des transports du Canada
- Personnel de la Cour suprême
- Secrétariat des conférences intergouvernementales canadiennes
- Secrétariat du gouverneur général

- Le secteur de l’administration publique fédérale faisant partie du Bureau du directeur des poursuites pénales dans lequel les employés visés à l’article 509.3 de la Loi électorale du Canada occupent un poste

- Service administratif des tribunaux judiciaires
- Service canadien d’appui aux tribunaux administratifs
- Service correctionnel du Canada
- Services partagés Canada
- Statistique Canada
- Tribunal des anciens combattants (révision et appel)